# Riflesso di Moro
Il riflesso di Moro è uno dei riflessi neonatali, normalmente presente in tutti i neonati fino a 6 mesi di età come risposta a un'improvvisa perdita di sostegno, quando il bambino si sente come se stesse cadendo. Il significato principale del riflesso Moro è nella valutazione dell'integrazione del sistema nervoso centrale. Si manifesta con una reazione di soprassalto accompagnata da improvvisa apertura delle braccia al verificarsi di stimoli come un rumore improvviso o quando si appoggia il neonato supino in modo un po' brusco o rapido.
Nei dettaglio implica tre componenti distinti: 
1. allargando le braccia (abduzione)
2. piegando le braccia (adduzione)
3. piangendo (di solito)

## Differenza con il riflesso di trasalimento
Il riflesso di Moro e il riflesso di trasalimento devono essere considerati come due diverse entità cliniche. Il riflesso di trasalimento è fondamentalmente un'adduzione immediata e rapida delle braccia con gli occhi che ammiccano in risposta a uno stimolo, mentre il riflesso Moro è una risposta più lenta di abduzione-estensione delle braccia. La respirazione, la frequenza cardiaca e i parametri autonomici pO2 e pCO2 non hanno mostrato alterazioni significative durante i riflessi di Moro come hanno fatto invece nel riflesso di trasalimento. Un riflesso di trasalimento molto rapido può tuttavia precedere il movimento di abduzione-adduzione del riflesso di Moro.

## Interpretazione
Il riflesso di Moro può essere osservato in forma incompleta in caso di parto prematuro (dopo la 28ª settimana di gestazione) e di solito è presente in forma completa entro la settimana 34 (terzo trimestre). Assenza o asimmetria di abduzione o adduzione è anormale, così come la persistenza del riflesso nei bambini più grandi, bambini e adulti. L'assenza indica un disturbo profondo del sistema motorio o un disturbo generalizzato del sistema nervoso centrale. Una risposta Moro assente o inadeguata da un lato si riscontra nei bambini con emiplegia, paralisi del plesso brachiale o clavicola fratturata. La persistenza della risposta di Moro oltre i 4 o 5 mesi di età è rilevata solo nei bambini con gravi difetti neurologici. Negli individui con paralisi cerebrale, la persistenza e l'esacerbazione di questo riflesso sono comuni.
Il riflesso Moro è alterato nella fase iniziale del kernittero ed è assente nella fase avanzata del kernittero.
Questo riflesso è assente nell'85% dei casi nel neonato con trisomia 21 (Sindrome di Down).
Se il riflesso è assente, ridotto o iperattivo durante i primi tre mesi di vita, questo può indicare varie condizioni patologiche, principalmente di origine cerebrale, e la sua persistenza oltre i 6 mesi è significativamente associato con il disordine da deficit di attenzione e iperattività (ADHD) nei bambini di 8-11 anni

## Collocazione anatomica del Riflesso di Moro
L'iperestensione passiva del capo che causa il Riflesso di Moro ha reso difficile identificare la posizione del centro del riflesso Moro e delle vie afferenti neurali perché questo metodo stimola simultaneamente sia il sistema vestibolare e i recettori propriocettivi del collo, entrambe le strutture hanno percorsi afferenti al nucleo subcorticale del tronco cerebrale. Il centro neurale del riflesso Moro sembra situato nella parte inferiore del tronco cerebrale perché questo riflesso è presente nei neonati anencefalici. La stimolazione vestibolare sembra giocare un ruolo cruciale nell'innescare il riflesso Moro perché è stato ottenuto fissando la testa e il corpo del bambino su un tavolo o una sedia inclinabile per rimuovere qualsiasi stimolazione propriocettiva dei muscoli del collo e nei neonati anencefalici è stato ottenuto solo quando i nuclei vestibolari erano preservati.

## Storia
Nel 1918, per primo, il pediatra austriaco Ernst Moro (1874-1951) descrisse che se un bambino veniva posto supino su un fasciatoio e uno colpiva entrambi i lati del tappeto con le mani, entrambe le braccia si separavano simmetricamente, in seguito si chiudevano con movimenti leggermente tonici, mentre entrambe le gambe mostravano contemporaneamente piccoli movimenti.

## Riflesso di Moro attivo
Il riflesso di Moro deve necessariamente estinguersi entro i tempi previsti, per dar modo anche agli altri riflessi di espletarsi nei modi e nei tempi, avendo questi una modalità di comparsa ed estinzione a sequenza ordinata.

## Funzione
Il riflesso di Moro potrebbe essersi sviluppato nell'evoluzione umana per aiutare il bambino ad aggrapparsi alla madre mentre lo portava in giro tutto il giorno. Se il bambino perdeva l'equilibrio, il riflesso faceva sì che il bambino abbracciasse la madre e riacquistasse la presa sul suo corpo.